# Zdeněk Richter
Zdeněk Richter (16 mai 1885-?) est un footballeur international bohémien, évoluant au poste de gardien de but.

## Biographie
Joueur du SK Smíchov, Zdeněk Richter officie comme gardien de but de l'équipe de Bohême et Moravie durant l'année 1907.